# Андреа Гайнеманн Сімон
Андреа Гайнеманн Саймон (уродж. Хайнеманн; 24 березня 1909 — 15 лютого 1994) — американська активістка руху за громадянські права та мати співачки Карлі Саймон.

## Життя і кар'єра
Андреа Луїза Гайнеманн народилася та виросла у Філадельфії, друга дитина Офелії «Ельми Марі» (Оліете/Оллрайт), відомої як «Чібі», та Фредеріка Адольфа «Фреда» Гайнеманна. Її батько мав німецьке походження. Її мати народилася на Кубі та походила з племені пардо, нащадка звільнених рабів (шоу Finding Your Roots перевірило ДНК її дочки Карлі та виявило 10 % африканського та 2 % корінного населення).
Гайнеманн вийшла заміж за Річарда Лео Саймона (6 березня 1899 р – 29 липня 1960), співзасновника видавничої компанії Simon & Schuster, 3 серпня 1934. На момент їх заручин Гайнеманн працювала секретаркою в компанії. У них народилось четверо дітей:
- Колишня оперна співачка мецо-сопрано та нью-йоркська агентка з нерухомості Джоанна Саймон (1936—2022)
- Авторка бродвейської музики Люсі Саймон (1940—2022)
- Співачка і авторка пісень Карлі Саймон (нар. 1943)
- Національно відомий американський фотограф Пітер Саймон (1947—2018)

Сім'я проживала в районі-громаді Рівердейл в Бронксі.
Саймон брала активну участь у русі за громадянські права та громадській роботі. Вона понад 30 років входила до ради директорів Рівердейлської асоціації психічного здоров'я протягом та Рівердейлського відділення Асоціації ООН.
У 1994 році Саймон померла від раку легенів у своєму будинку в Рівердейлі у віці 84 років.